# ローラン・ティラール
ローラン・ティラール（Laurent Tirard、1967年2月18日 - 2024年9月5日）は、フランスの脚本家・映画監督。

## 略歴
ニューヨーク大学で映画の勉強をした後にロサンゼルスのワーナー・ブラザースで働くようになる。その後、芸能ジャーナリストとしてウディ・アレンやジャン＝リュック・ゴダール、デヴィッド・リンチ、マーティン・スコセッシ、ロマン・ポランスキー、ウォン・カーウァイなどの有名監督へのインタビュー記事を執筆する。
1999年に短編映画で映画監督デビューし、脚本・監督を務めた2007年の『モリエール 恋こそ喜劇』で第33回セザール賞のオリジナル脚本賞にノミネートされる。
2024年9月5日、パリで死去。57歳没。

## 主な作品
| 公開年 | 邦題 原題                                                                         | 担当       | 備考                                          |
| ------ | --------------------------------------------------------------------------------- | ---------- | --------------------------------------------- |
| 2007   | モリエール 恋こそ喜劇 Molière                                                     | 脚本・監督 | 第33回セザール賞オリジナル脚本賞ノミネート    |
| 2009   | プチ・ニコラ Le Petit Nicolas                                                     | 脚本・監督 |                                               |
| 2012   | アステリックスの冒険〜秘薬を守る戦い Astérix et Obélix : Au service de Sa Majesté | 脚本・監督 | 日本劇場未公開、WOWOWにて放映                 |
| 2014   | プチ・ニコラ 最強の夏休み Les vacances du petit Nicolas                           | 脚本・監督 | 日本劇場未公開、WOWOWにて放映                 |
| 2016   | おとなの恋の測り方 Un homme à la hauteur                                          | 脚本・監督 | アルゼンチン映画『Corazón de León』のリメイク |
| 2017   | エージェント物語 Dix pour cent                                                    | 監督       | テレビシリーズ、シーズン2のエピソード1と2     |
| 2018   | 英雄は嘘がお好き Le Retour du héros                                               | 脚本・監督 |                                               |